# Justus von Liebig
Pour les articles homonymes, voir Liebig.
Justus Liebig (en allemand : ˈliːbɪç), né 12 mai 1803 à Darmstadt, Landgraviat de Hesse-Darmstadt et mort le 18 avril 1873 à Munich, Royaume de Bavière, baron von Liebig à partir de 1845, est un chimiste allemand. Par son travail de chercheur mais aussi d'enseignant et de propagandiste, il apporta des contributions majeures à la chimie organique et à l'agronomie. Il est considéré comme un des fondateurs de l'agriculture industrielle, fondée sur la chimie organique. L'apport de Liebig à la science agronomique a toutefois été réévalué ; au lieu d'opérer une rupture, comme l'historiographie l'a longtemps présenté, il est plutôt désormais considéré comme un remarquable effort de mise en forme de travaux préexistants. Quoi qu'il en soit, tant par ses erreurs que par ses découvertes — propres ou empruntées — Liebig, parfois par les outrances mêmes de ses attaques, contribua de façon éminente au développement des recherches dans le domaine agricole.

## Biographie professionnelle

### Les années de formation
À Pâques 1811, Justus von Liebig commence ses études secondaires au lycée Louis-Georges (de) de Darmstadt – d'un bon niveau – qu'il doit quitter en 1817 avant d'avoir pu passer son Abitur (probablement à la suite des difficultés financières de son père : le duché de Darmstadt-Hesse, ancien allié de la France lors des guerres napoléoniennes, traverse une crise consécutive aux mesures de rétorsion prises par Metternich après la défaite de Napoléon).
Très jeune curieux de chimie, dont il apprend quelques rudiments dans l'atelier de son père marchand de couleurs et commerçant à Darmstadt, il est placé en apprentissage auprès d'un pharmacien de Heppenheim, Gottfried Pirsch en septembre 1817. En juin 1818, Pirsch le congédie. Il existe plusieurs versions concernant les raisons de ce renvoi,.
À l'automne 1819, il entame des études de sciences naturelles à l'université de Bonn, avec Karl Kastner, alors considéré comme le meilleur chimiste organicien allemand, puis à l'université d'Erlangen où Kastner a accepté un nouveau poste en 1821.
En 1822, Liebig publie son premier article, portant sur les fulminates, dans le Repertorium für die Pharmacie.
C'est Kastner qui l'invite à postuler une bourse pour étudier à Paris, alors un lieu important de savoir et d'enseignement de la chimie. Sa bourse accordée initialement pour une durée de six mois lui est régulièrement renouvelée.
Il obtient alors une bourse du gouvernement de la Hesse pour étudier à Paris. Il y arrive en novembre 1822 logeant non loin de la Sorbonne où il suit les enseignements de Louis Joseph Gay-Lussac , Louis Jacques Thénard et Jean-Baptiste Biot mais aussi de Cuvier de Geoffroy Saint-Hilaire et de Pierre Louis Dulong. Il suit également les cours de chimie industrielle donnés par Nicolas Clément au Conservatoire des Arts et Métiers. Thenard lui obtient une place d'étudiant chercheur dans le laboratoire privé de Gaultier de Claubry. Liebig y reprend ses travaux sur les fulminates, travaux qui donnent lieu à une présentation à l'Académie des Sciences le 28 juillet 1823 en présence d'Alexander von Humboldt. Celui-ci suggéra à Gay-Lussac d'accepter Liebig dans son laboratoire privé de l'Arsenal pour y poursuivre son travail sur les fulminates. Les résultats de cette collaboration (« Analyse du fulminate d'argent », Annales de chimie et de physique, Paris, 1824) connaissent un grand retentissement. Ambitionnant d'obtenir un poste à Darmstat, mais n'étant pas encore docteur, Liebig soutient un doctorat in abstentia en adressant à Kastner une courte réponse à la question : « Qu'apporte la chimie minérale à la chimie des plantes ? » Le doctorat en philosophie lui est conféré le 23 juin 1823 par l'université d'Erlangen. Quittant Paris en avril 1824, il part pour l'université de Giessen, où il est nommé professeur extraordinaire de chimie le 26 mai.

### Professeur à Gießen
En 1824, grâce à l'appui de Humboldt, il devient professeur à l'université de Gießen, université qui porte désormais son nom. Il y crée le premier laboratoire destiné à l'enseignement pratique de la chimie.
En 1825 il est titulaire de la chaire de chimie de l'université de Gießen.
Avec les professeurs Friedrich Wernekingk et Hermann Umpfenbach il fonde un institut privé – une École Pharmaceutique et technique (Pharmazeutisch-technischen Lehranstalt) – à la suite du refus des autorités de l'université de le créer en son sein.
De 1827 à 1828-1829, tout en poursuivant ses activités à l’université, il exerce un travail de vérification des pharmacies sur la demande du ministère de l'intérieur et de la justice du grand-duché de Hesse.
Avec son ami Friedrich Wöhler, Liebig travaille sur des sels d'argent. Il établit vers 1830 la théorie des radicaux (en) grâce à laquelle la grande diversité des liaisons en chimie organique pouvait pour la première fois être expliquée de façon systématique.
En 1831, à la demande de Phillip Lorenz Geiger, un pharmacien d'Heidelberg, il devient coéditeur du Magazin für Pharmacie (qui prendra le nom de Annalen der Pharmacie en 1832 et qui deviendra la principale publication sur la chimie de son temps),.

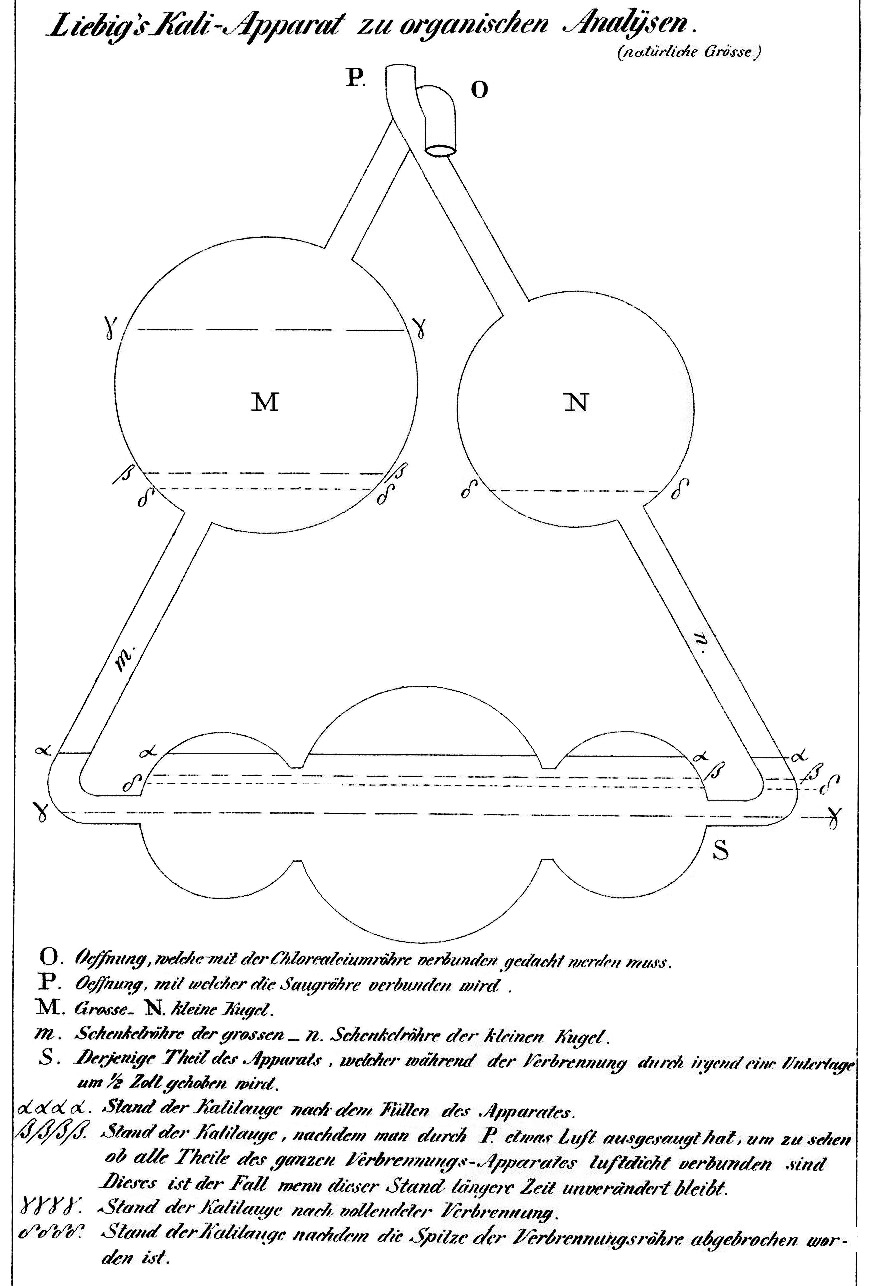
Kali-apparat de Liebig.

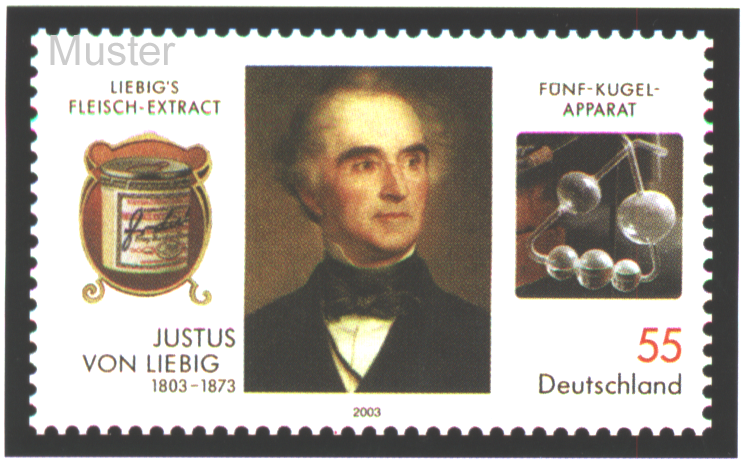
Timbre commémoratif de Justus von Liebig, mis en circulation par la Bundespost en 2003 à l'occasion du 200e anniversaire du chimiste. On peut le voir entre l'extrait de viande, un précurseur des soupes instantanées actuelles, et l'appareil à cinq ampoules.

En 1831, à la suite de son invention de l'appareil à cinq ampoules (en) (Fünf Kugel Apparat ou Kali-Apparat, autrefois appelé appareil à Potassium), il accède à un prestige d'analyste réputé en chimie organique, une branche que les scientifiques pensaient ne pas pouvoir être étudiée en dehors des organismes vivants. Ce petit instrument de laboratoire en verre a permis de mesurer rapidement et facilement la masse relative du carbone dans de petits échantillons organiques, même par des chimistes non expérimentés. Un grand nombre d'analyses organiques ont été publiées, ce qui a impressionné le chimiste suédois Berzelius.
En 1832, il fait état de la découverte d'une nouvelle substance – qui ne s'appelle pas encore le chloroforme. Cela génère une querelle d'antériorité d'une part avec Eugène Soubeiran, mais aussi avec Samuel Guthrie (en) tandis que Jean-Baptiste Dumas rétablira plus tard certaines erreurs commises par ses devanciers.
En 1832, il publie avec Wöhler un article considéré par Berzelius comme fondateur de la chimie organique (Untersuchungen über das Radikal der Benzoesäure, Ann. Pharm. 3 (1832)). Dans cette étude Liebig et Wöhler ont recours au terme « radical » pour désigner le groupe benzoyle [C6H5CO] (la définition du radical que Liebig donnera en 1838 peut être rapprochée de celle que Lavoisier avait lui-même formulée). Liebig et Wöhler découvrent également le premier exemple de polymorphisme cristallin sous la forme d'un composé qu'ils nomment benzamide.
Il synthétise la mélamine en 1834 à partir de thiocyanate de potassium (en réalité, le produit que Liebig appelle Melam, est composé surtout de mélamine liée à son sel thyocianate ; la production industrielle de Mélamine ne sera possible que dans les années 1940).
En 1835, en étudiant les aldéhydes, il découvre que l'argent peut se déposer sur du verre par réduction chimique d'une solution de nitrate d'argent. Cette découverte, à l'origine de nombreuses initiatives pour fabriquer des miroirs, est d'abord considérée par Liebig comme un moyen de reconnaître la présence de l’aldéhyde.
En 1837, il publie Anleitung zur Analyse organischer Körper qui l'installe sur un pied d'égalité avec les principaux chimistes de son temps (traduit en français en 1838 sous le titre instruction sur l'analyse des corps organiques).
En 1839, l'architecte Johann Philipp Hofmann - le père de August Wilhelm von Hofmann - agrandit son laboratoire.
En 1840, il publie Über das Studium der Naturwissenschaften und über den Zustand der Chemie in Preußen. Il compte sur la polémique générée par cet ouvrage pour susciter l'attention du public avant la publication de son ouvrage majeur Die Chemie in ihrer Anwendung auf Agricultur und Physiologie.
En 1840 il publie Die Chemie in ihrer Anwendung auf Agricultur und Physiologie qui connaitra huit éditions de 1840 à 1865. Cet ouvrage, tenu pour pionnier et qui est généralement connu sous le nom de Chimie Agricole, répond à une demande du Congrès de l'Association britannique pour l'avancement des sciences de Liverpool en 1837 (en 1837 Liebig lors de son premier déplacement en Grande-Bretagne s'exprime devant l'Association britannique pour l'avancement des sciences ; il se lie d'amitié avec James Muspratt (en)). Il est directement issu du texte que Liebig publie d'abord en français dans son Traité de Chimie organique publié chez Masson en avril 1840. L'ouvrage lui-même paraît en allemand à Brunschwig en octobre 1840 sous le titre La Chimie dans ses rapports avec l'agriculture et la croissance des plantes. Stricto-sensu, la première édition française paraît en 1841 (La Chimie organique appliquée à la physiologie végétale et à l'agriculture, Fortin, Masson).
Dans la Chimie agricole, Liebig s'en prend aux phytophysiologistes, à leur adhésion à la théorie de l'humus et à leur ignorance de la chimie. Deux botanistes éminents, Matthias Schleiden et Hugo von Mohl lui retourneront le compliment, pointant son ignorance botanique et ses préjugés à l'égard des physiologistes.
Dans cette première édition, contrairement à son titre ainsi qu'au mythe construit ultérieurement autour de lui, Liebig ne promeut pas vraiment la chimie agricole (cela ne viendra qu'à la septième édition de 1862) mais s'attache plutôt à promouvoir une nouvelle image de la chimie. Si le terme minimo apparaît dans la cinquième édition, c'est seulement dans la sixième que Liebig introduit et développe la loi du minimum. La sixième édition est par ailleurs précédée d'une longue préface où Liebig se montre très critique du système agricole britannique, qualifié de spoliateur : l'édition anglaise ne paraîtra que tronquée en 1863 sous le titre The Natural Laws of Husbandry (Liebig fera paraître en 1862 un ouvrage au titre similaire Die Naturgesetze des Feldbaues). Alors que la première édition compte 195 pages, la septième en comptera 1 130.
À compter de 1841 grâce à la publication de ses Lettres sur la chimie (Chemische Briefe) dans un supplément du quotidien Augsburger Allgemeinen Zeitung , Liebig atteint un plus large public (très lues, ces lettres donneront lieu à la publication d'un recueil en 1844 traduit en français en 1845 ; dès 1843 une recension paraît en anglais avec le titre Familiar Letters on Chemistry, and its relation to Commerce, Physiology, and Agriculture ; il y eut rapidement des traductions en neuf langues),,.
Liebig y déploie des réflexions qui dépassent le strict cadre scientifique et offrent une « philosophie de l'histoire ». Les thèses de Liebig ont un retentissement jusqu'au XXIe siècle, et son influence parmi les écologistes et l'économiste Nicholas Georgescu-Roegen est indéniable. Ses thèses permirent également à Karl Marx de décrire l'exploitation des sols dans le système capitaliste.
En 1842 il publie Die Thierchemie, oder die organische Chemie in ihrer Anwendung auf Physiologie und Pathologie, traduit la même année en français sous le titre Chimie organique appliquée à la physiologie animale et à la pathologie (et en anglais : Animal Chemistry, or Organic Chemistry in its Applications to Physiology and Pathology). Il y développe ses idées sur le métabolisme énergétique. Les considérations théoriques erronées de Liebig faisant des protéines le principal facteur des performances musculaires, acceptées sans discussion du fait du prestige de leur auteur, seront d'abord discutées par Guggenheim puis contredites par les expériences d'Adolf Fick et de Johannes Wislicenus. Une deuxième édition sort dès 1843.
Il fut élevé au titre de Freiherr en 1845 (c'est de ce moment que son nom se rallonge de la particule « von »".
En 1847, il confirme que la créatine (identifiée par Chevreul dans les années 1830 et synthétisée par Horbaczewski en 1885) est un constituant ordinaire de la viande. Il montre que cette substance se retrouve en plus grande abondance dans les muscles de renards sauvages que dans ceux vivant en captivité. Par ce travail et d'autres qui suivront, il décrit plusieurs propriétés de cette substance ; il obtiendra ainsi de la créatinine par réaction d'un acide avec la créatine ; cependant la compréhension du rôle physiologique de la créatine ainsi que sa quantification seront imputables à Otto Folin puis à Max Jaffe,,,.
En 1848 il publie Untersuchungen über einige Ursachen der Säftebewegung im thierischen Organismus (traduit en anglais en 1850 sous le titre : Researches on the motion of the juices in the animal body: and the effect of evaporation in plants : together with an account of the origin of the potato disease, with full and ingenious directions for the protection and entire prevention of the potato plant against all diseases). Liebig attribue le mildiou de la pomme de terre à un défaut de nutrition ; soutenant une thèse autogéniste qui s'est avérée erronée, il affirme que les champignons et moisissures observées sur les feuilles des plants de pomme de terre malades sont l'effet et non la cause de la maladie.
Lors des évènements révolutionnaires de 1848, il se tient à distance de tout engagement, partageant toutefois semble-t-il les convictions libérales de son fils Georg en faveur d'un bicaméralisme et d'une monarchie constitutionnelle. En tous cas, il désapprouve le républicanisme défendu par son ancien élève Karl Vogt.
Il reçoit la médaille de la légion d'honneur en 1850 des mains du ministre français du commerce, lui-même chimiste, Jean-Baptiste Dumas, dans les locaux de la société chimique de Frédéric Kuhlmann à Loos-Les-Lille ; à cette occasion il se réconcilie avec son concurrent Jean-Baptiste Boussingault.

### En Bavière
Sur l'invitation de Maximilien II de Bavière, et via son ancien élève Max Joseph von Pettenkofer Liebig fut ensuite professeur à l'Université de Munich de 1852 à 1873. Il améliora l'analyse de la chimie organique et découvrit que les plantes se nourrissent essentiellement d'azote par des microbes permettant de fixer celui de l'air et d'assimiler celui minéralisé dans le sol. L'une de ses réalisations les plus fameuses est l'engrais azoté. Il fut aussi le premier chimiste à organiser un laboratoire moderne (architecte : August von Voit, 1852-1855).
Liebig donne des cours au fils héritier de Maximilien, Louis II de Bavière.
En 1855, répondant aux objections élevées par Lawes et Gilbert, il publie Die Grundsätze der Agriculturchemie.
En 1856 il publie Über die Theorie und Praxis der Landwirtschaft (traduit en 1857 : De la Théorie et de la pratique en agriculture), ouvrage dans lequel il poursuit un débat amorcé dans les années 1850 autour des éléments minéraux nécessaires à l'alimentation des plantes. Persuadé que l'azote est délivré en quantité suffisante par l'ammoniaque contenue dans l'eau de pluie, il argumente contre la nécessité de l'adjonction d'azote dans les engrais et, de façon plus générale, manifeste sa réprobation à l'égard d'applications trop hâtives de la science à l'agriculture. Ce faisant il s'en prend particulièrement à Julius Adolph Stöckhardt (de), avec lequel il entretenait jusque-là de bonnes relations, ainsi qu'aux réflexions nées dans le cadre du réseau de stations agricoles. L'indifférence, sinon l'hostilité, de Liebig à l'égard des stations expérimentales durera jusqu'aux années 1860. Il fait quelques références aux résultats obtenus par ces stations dans la sixième édition de la Chimie agricole (1862), et plus encore dans la huitième édition. Par ailleurs son propre fils Hermann, qui a suivi des études à l'académie agricole bavaroise Weihenstephan, est lui, un partisan déclaré des recherches menées par ces stations agricoles.
En 1856, Liebig publie les résultats des expériences qu'il a conduites sur l'argenture des miroirs à la demande de Carl August von Steinheil (Ueber Versilberung und Vergoldung von Glas). Depuis la publication en 1835 dans les Annalen les recherches s'étaient multipliées qui s'inspiraient de la réaction exposée par Liebig. Thomas Drayton améliorant le procédé avait déposé un brevet en 1843 ; Tony Petitjean avait également déposé un brevet en 1855. Liebig obtient un brevet américain (US Patent N° 33 721) le 12 novembre 1861 pour l'amélioration de la galvanoplastie avec du cuivre et d'autres métaux, les surfaces argentées des miroirs et autres articles pour les protéger, puis prend une participation dans une manufacture de miroirs. En 1862 il propose encore un autre procédé très différent du premier et publie également à ce sujet en 1867. Ces recherches mènent à l'abandon du procédé jusqu'alors mis en œuvre (mercure-étain), qui s'avérait très toxique pour les ouvriers, mais aussi au développement facilité de la fabrication de miroirs astronomiques.
Avec Emil Erlenmeyer et le baron von Hirsch et d'autres associés, il fonde en 1857- à Heufeld- la Bayerischen Aktiengesellschaft für chemische und landwirtschaftlich-chemische Fabrikate, première usine allemande de production d'engrais (cette société s'est perpétuée jusqu'à aujourd'hui sous le nom de Süd-Chemie AG). Un de ses anciens élèves, Wilhelm Mayer, dirigera cette société. Liebig siège également au conseil de surveillance de la SüddeutscheBoden-CreditBank à Munich.
En 1859 il est nommé président de l'Académie bavaroise des sciences dont il était membre depuis 1852. Il occupera cette fonction jusqu'à son décès.

### L'extrait de viande et l'aventure industrielle

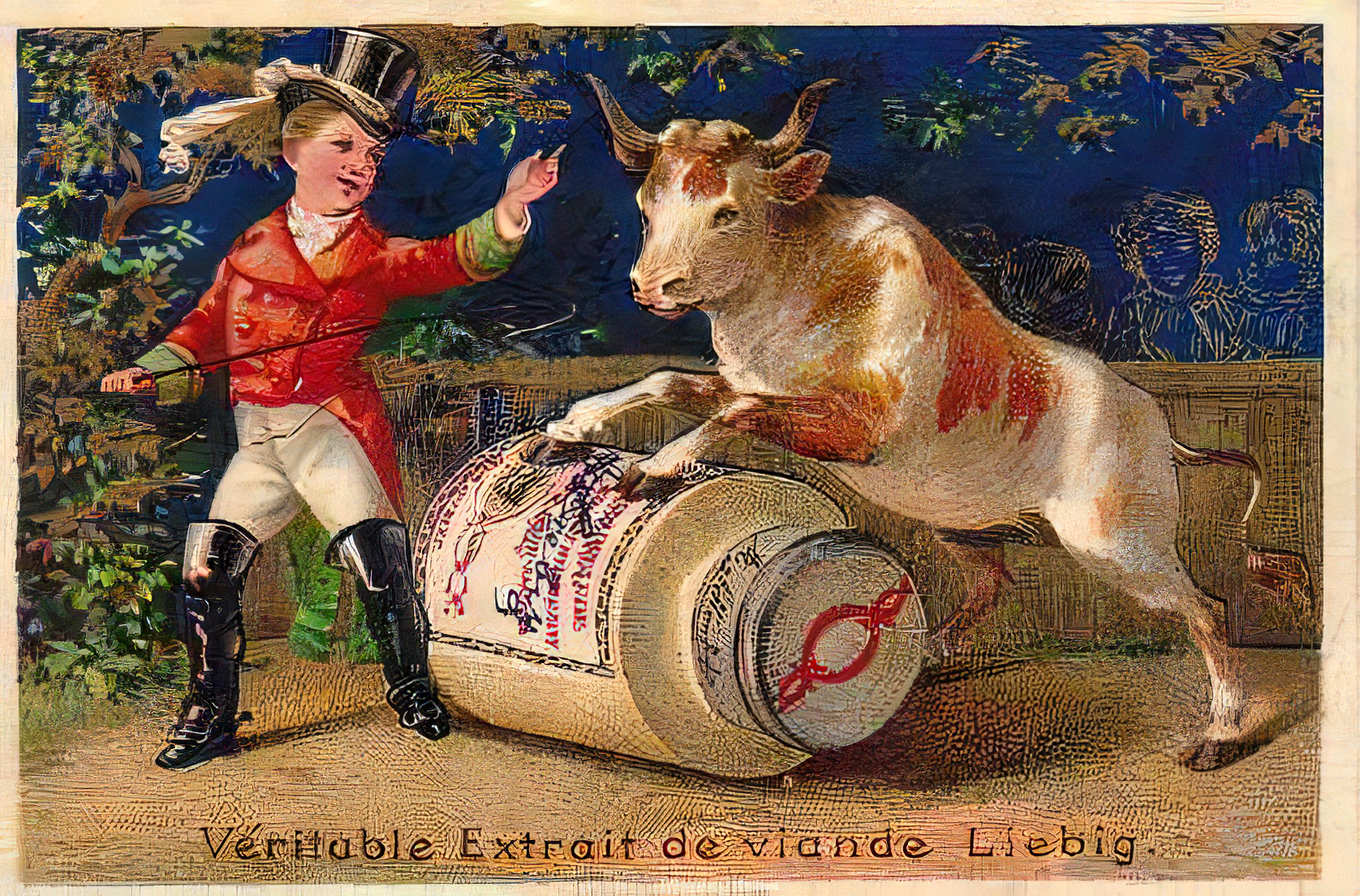
Véritable extrait de viande Liebig, chromolithographie publicitaire (1884).

En 1853, James Muspratt, un ami anglais de Liebig qui lui fournit ses produits chimiques, envoie ses enfants dans la famille Liebig pour apprendre l'allemand. Pendant le séjour à Munich, sa fille Emma Muspratt attrape une forte fièvre typhoïde. Incapable de manger, son pronostic vital est engagé. Liebig détermine que la meilleure façon de l'alimenter est d'utiliser un bouillon concentré en extrayant les principes nutritifs de la viande, à froid, afin de minimiser leur dégradation. L'extrait de viande (extractum carnis) est obtenu en broyant de la viande de poulet. Liebig place celle-ci dans une solution aqueuse d'acide chlorhydrique, filtre les restes de la viande du liquide, et neutralise l'acide. Emma Muspratt boit cette préparation et récupère rapidement. Elle deviendra la filleule de Liebig et sera la mère d'Ethel Brilliana Tweedie.
La production de cet extrait étant très élaborée et la préparation peu palatable, elle est alors surtout utilisée comme remède pour les malades dans les hôpitaux de Munich. En 1862, grâce à un procédé qu'il a exposé dès 1847, et d'après une proposition de Parmentier, Liebig se lance dans un projet de production industrielle en Uruguay, à Fray Bentos, avec l'aide de l'ingénieur allemand George Christian Giebert. Le produit est commercialisé sous le nom d'« extrait de viande de Liebig » en tablettes et biscuits. La Liebig’s Extract of Meat Company (LEMCO) entre à la bourse de Londres en 1865. Dans les années 1870 les progrès de la physiologie conduiront à une révision à la baisse de la valeur nutritive de ces extraits que la société continuera toutefois de commercialiser comme simples condiments (Initiée par les analyses de Karl Voit ainsi que par celles de Thomas Vosper et d'Arthur Hill Hassall puis par les travaux d'Edward Smith, cette révision obtient l'accord des savants après les expériences d'Eduard Kemmerich ; malgré cela, ce que les Anglais désignent également « beef tea » conservera la faveur d'un public). Parallèlement à cette production d'extraits de viande destinés à l'alimentation humaine, est produite et commercialisée une poudre de viande ou farine fourragère de viande (qui est la première farine animale industrielle) destinée à l'alimentation animale tant des omnivores que des herbivores.
En 1862 encore, il est nommé au conseil secret.
Le 28 mars 1863, il tient une conférence sur Francis Bacon à l'académie bavaroise des sciences ; publié l'année suivante ce travail est une attaque, à l'encontre de Bacon certes, mais aussi contre ses contradicteurs anglo-américains.
En mars 1865, Liebig publie un article  présentant un substitut à l'alimentation au sein. Dès fin 1864 début 1865, il fait commercialiser dans deux pharmacies, l'une à Munich l'autre à Londres, une préparation qui connaît vite un grand succès. Composée de malt et de carbonate de potassium, cette préparation destinée à être versée dans un mélange de lait et de farine vise à rendre la farine assimilable par l'enfant. Elle connaît vite un grand succès, en grande partie dû au prestige de Liebig et qui ne sera guère entamé par les critiques alors formulées contre les théories nutritionnelles de Liebig en général et ce produit en particulier. En 1866, Liebig publie un livre destiné à un public plus large (Suppe für Säuglinge mit Nachträgen in bezug auf ihre Bereitung und Anwendung, Preface, Braunschweig, Friedrich Vieweg and Sohn, 1866). Le livre est traduit en français en 1867 (Sur un nouvel aliment pour nourrissons (la bouillie de Liebig) : avec instructions pour sa préparation et son emploi). Des contrefaçons apparaissent rapidement sur le marché. Stricto-sensu le premier lait pédiatrique artificiel ne sera mis au point qu'en 1874 quand le lait en poudre inclus dans la préparation aura remplacé le lait liquide. L'invention de Liebig inspirera plus tard Henri Nestlé ; Arthur Keller modifiera la composition du produit ; associé au lait pasteurisé, l'utilisation inadéquate de cette « malt soup » fut corrélée avec un accroissement de cas de scorbut et de rachitisme.
En 1868, dans un contexte de mauvaises récoltes en Prusse orientale, Liebig présente un nouveau procédé de panification auquel il avait songé depuis quelques années. C'est un ancien élève américain, Eben Hosborn, qui développera cette levure artificielle et la commercialisera avec profit sous le nom de Rumford Baking Powder.
Liebig meurt le 18 avril 1873. En août, la Fondation Liebig pour la promotion de l'agriculture (Liebig Stiftung zur Förderung der Landwirtschaft) créée en 1870 reçoit le soutien officiel de Louis II.

## Éléments biographiques personnels, familiaux
Justus Liebig est le second enfant et fils de Maria Caroline Möser et de Johann Georg Liebig. Son frère aîné, Johann Ludwig, décède à 29 ans. Outre un frère et quatre sœurs morts en bas âge, naissent après Justus : Johann Georg (1811-43), Karl (1818-70) et Elizabeth (1820-90).
À Erlangen, il fait la connaissance d'August von Platen. Une amitié profonde – décrite parfois comme platoniquement homosexuelle – lie les deux hommes. Fréquentant les Burschenschaft, Liebig cofonde l'association étudiante Korps Rhenania, dont il est le trésorier. Mêlé aux troubles étudiants de 1822, il quitte Erlangen précipitamment en novembre 1822,,.
En 1826 il se marie avec Henriette Moldenhauer (1807-1881). De leur union naquirent deux fils et trois filles : Georg (1827-1903), Agnes(1828-1861), Hermann Georg (1831-1894), Johanna (1836-1926) et Marie (1845-1920). Après des études médicales, Georg exerça en Grande-Bretagne, en Allemagne puis en Inde ; revenu en Allemagne il fait de la recherche dans le domaine médical. Hermann Georg étudia les sciences agricoles à l'université de Giessen (où il fut un élève de son père) et travailla dans diverses institutions et organisations agricoles. En 1855, Johanna épouse Karl Thiersch. Agnes épousa l'historien et philosophe Moritz Carrière.
Henriette avait pour nièce Helene qui s'est mariée avec August Wilhelm von Hofmann qui fut chargé par Liebig d'ouvrir en Angleterre – en 1845 – un centre d'enseignement semblable à celui de Giessen : the Royal College of Chemistry.
Décédé le 18 avril 1873 à Munich, Justus von Liebig est enterré à l'ancien cimetière du Sud (Munich).

## Œuvres
- De la Théorie et de la pratique en agriculture, Lille, Impr. de L. Danel, 1857. In-8°, 98 p.
- Le développement des idées dans les sciences naturelles : études philosophiques. Paris, C. Baillière, 1867. In-8°, 42 p. (Extrait de la « Revue des cours scientifiques ».)
- Manuel pour l’analyse des substances organiques, traduit de l’allemand par A.-J.-L. Jourdan. Suivi de l’examen critique des procédés et des résultats de l’analyse des corps organisés, par F. V. Raspail. Paris, Londres, J.-B. Baillière, 1838. In-8°, II-168 p. planches, tableau.
- Chimie organique appliquée à la physiologie végétale et à l’agriculture. Un Essai de toxicologie ; traduction faite sur les manuscrits de l'auteur par Charles Gerhardt. Paris, Fortin, Masson et Cie, 1841. In-8° (22 cm), 392 p.
- Chimie organique appliquée à la physiologie végétale et à l’agriculture, traduction faite sur les manuscrits de l’auteur par Charles Gerhardt. Paris, Fortin, Masson et Cie, 1844. In-8° (22 cm), 544 p.
- Lettres sur la chimie, trad. Bertet-Dupinay et Dubreuil-Hélion. Paris, Mascana, 1845. In-12, 342 p.
- Lettres sur la chimie considérée dans son application à l’industrie, à la physiologie et à l’agriculture, Nouvelle édition française, publiée par Charles Gerhardt, Paris, V. Masson, 1852. In-12, XII-331 p.
- Les lois naturelles de l’agriculture / par le baron de Liebig… ; traduit d’après la dernière édition allemande par Ad. Scheler… Paris, Librairie agricole de la Maison rustique, 1864. 2 vol. in-8° (22 cm), 184 p. et 487 p.
- Traité de Chimie organique, traduction faite sur les manuscrits de l’auteur par Charles Gerhardt. Paris, Fortin, Masson et Cie, 1840-44. 3 vol. in-8° (22 cm), CXCVI-611, 664, 528 p.
- Lettres sur l'agriculture moderne, Bruxelles, E. Tarlier, 1862. Texte en ligne disponible sur LillOnum

## Entre vitalisme et matérialisme
Si lors de son cursus, le jeune Liebig a suivi quelques cours donnés par Friedrich Schelling, son adhésion aux idées professées alors par celui-ci ne sont pas positivement établies. Son rejet de la philosophie de la nature est cependant catégorique et précoce. Il inscrit alors son travail dans le cadre d'un matérialisme nuancé mais très ferme qui veille toutefois à se distinguer vigoureusement de ce qui s'appela alors le matérialisme vulgaire (crass materialism). De façon plus large, il défend une position intermédiaire ou un matérialisme méthodologique s’accommode d'un vitalisme de principe.
Une polémique l'opposera ainsi à Jacob Moleschott qui portera non seulement sur des faits scientifiques mais sur leur intégration dans un cadre de réflexion plus large : dans la troisième édition des Lettres Chimiques Liebig réagit aux théories de Moleschott sur la liaison de la pensée avec le phosphore que celui-ci a notamment développées dans sa Doctrine des aliments de 1850. À l'époque, les thèses de Moleschott, plus ou moins bien comprises et déformées, provoquent des réactions passionnées. Par exemple elles suscitent immédiatement l’exaltation de Ludwig Feuerbach. Piqué par les accusations de dilettantisme formulées à son encontre par Liebig, Moleschott publie en 1852 Der Kreislauf des Lebens ; Physiologische Antworten auf Liebig's Chemische Briefe (trad. par E. Cazelles, La circulation de la vie, lettres sur la physiologie en réponse aux lettres sur la chimie de Liebig, Paris, 1966).
L'opposition de Liebig aux idées développées par Louis Pasteur relatives aux fermentations tient partiellement à ce que Liebig y trouvait des relents de vitalisme (lui-même pourtant à la fin de sa vie présupposera l'existence d'une substance, le bios, qui pourrait avoir correspondu à ce que l'on a identifié comme les enzymes). La controverse sera tranchée par les résultats obtenus par Eduard Buchner en 1897. Concernant la pébrine, encore, Liebig rapporte la contagion à des causes purement chimiques excluant l'intervention de tout agent microbien. Pour des raisons semblables, Liebig n'appréciera pas la toute nouvelle théorie cellulaire.

## Élèves de Liebig
Du fait de la nouveauté du champ d'études qu'il a ouvert mais aussi grâce à sa pédagogie innovante et à son activité de propagandiste, Liebig a attiré un grand nombre d'étudiants du monde entier, qui une fois formés vont contribuer à faire connaître et développer ses travaux.
- Carl Remigius Fresenius
- Max Joseph von Pettenkofer
- James Sheridan Muspratt (en) il créa une usine de fabrication d'engrais phosphatés suivant le procédé - partiellement erroné- promu par Liebig dont il a été l'élève en 1843.
- Charles Gerhardt élève de Liebig, il a assuré la traduction de certains de ses ouvrages.
- Joseph Henry Gilbert (1817–1901) rejoint John Bennet Lawes pour fonder la ferme expérimentale de Rothamsted en 1843.
- Eben Norton Horsford
- Samuel W. Johnson (1830-1909)
- August Wilhelm von Hofmann
- Adolph Strecker
- Friedrich Kekulé von Stradonitz
- Hermann Franz Moritz Kopp
- Heinrich Will
- Emil Erlenmeyer
- Oscar Loew
- Wilhelm Henneberg (1825-1890)
- Charles Adolphe Wurtz
- Lyon Playfair (1818-1898)
- Alexander William Williamson
- John Hall Gladstone
- Charles Mayer Wetherill (1825-1871)
- Oliver Wolcott Gibbs (1822-1908)
- John Lawrence Smith (1818-1883)
- William Brewer (1828-1910) contribue à fonder la première station expérimentale agricole des États-Unis d'Amérique
- Jacob Volhard (également son neveu, et un temps son assistant à Munich)
- J.A. Porter
- Carl Vogt
- Moritz Traube élève de Liebig en 1843-44 il contredira les conceptions développées par Liebig dans le domaine de la nutrition.
- Vincente Ortigosa (1817–1877)
- Friedrich Kodweiss
- Charles Oppermann
- Karl Ettling
- Jules Gay-Lussac
- Rodolphe Blanchet
- Ernst Sell
- Hermann von Trautschold fut l'assistant de Liebig à Gießen, puis son successeur à cette université. Il poursuit sa carrière en Russie[48].Son frère aîné, Carl Friedrich Wilhelm Trautschold fit le portrait de Liebig ainsi qu'un dessin de son laboratoire.
- Julius Eugen Schlossberger médecin et biochimiste allemand.
- John Stenhouse élève britannique
- Johann Baptist Obernetter assistant de Liebig à Munich, inventeur de la phototypie.
- Thomas Anderson (1819-1874) étudie à Gießen en 1843.
- Jean Charles Galissard de Marignac étudie à Gießen fin 1840.

En 1916 est fondé par Hans Goldschmidt le Liebig-Stipendien-Verein. Actuellement, le Liebig-Vereinigung für Organische Chemie est une section de la Gesellschaft Deutscher Chemiker.